# Фёдоров, Илья Сергеевич
Илья Сергеевич Фёдоров (род. 28 августа 1985, Бокситогорск, Ленинградская область) — российский футболист, игрок в мини-футбол. Нападающий московского клуба «Спартак». Отец футболиста Сергей Фёдоров — мини-футбольный тренер, брат Максим Фёдоров — также игрок в мини-футбол.

## Биография
Первые навыки игры в зале Фёдоров получил, играя в футзал. В мини-футболе он дебютировал за петербургский «Политех». Затем, отыграв некоторое время в Финляндии, он стал игроком петербургского клуба «Стаф-Альянс», который возглавил его отец. В этом клубе Илья играл до 2006 года с небольшим перерывом в 2004 году, когда он выступал в составе казанского «Приволжанина».
В 2006 году Фёдоров перешёл в подмосковный клуб «Мытищи», в котором провёл четыре сезона и стал одним из лидеров команды. Летом 2010 года Илья стал игроком московского клуба ЦСКА. В 2012 году подписал контракт с питерским клубом «Политех». 29 января 2014 года перешёл в московский «Спартак», но проведя в нём лишь год, 3 февраля 2015 года перешёл в клуб «Мытищи» где провёл всего 7 месяцев и 21 августа 2015 года перешёл в «Норильский никель». 27 января 2017 вновь вернулся в московский «Спартак».